# Манастир Козия
Манастирът Козия (на румънски: Mănăstirea Cozia) или Козият манастир е манастир от Римникската архиепископия на Румънската православна църква. Историческо, символично и духовно средище на Влахия. 
Манастирската църква, посветена на „Света Троица“, е издигната от Мирчо Стари, и е църква-близнак на църквата на Крушевац (Лазарица), почти сигурно проектирана и издигната от едни и същи строители. Манастирският комплекс е възстановяван от Нягое Басараб и Константин Бранковяну, като при последния се сдобива с архитектурни елементи в бранковянски стил.
В манастира се съхранява саркофагът на Мирчо Стари и се намира гробът на майката на Михай Храбри - монахиня Теофана.